# Cá trôi trắng Deccan
Cá trôi trắng Deccan (danh pháp hai phần: Cirrhinus fulungee) là một loài cá thuộc chi Cá trôi trong họ Cá chép. Loài cá này sinh sống ở khu vực Maharashtra và Karnataka ở Ấn Độ, nhưng có lẽ cũng có ở những nơi khác trong khu vực tiểu lục địa này.